# われら行動派!
『われら行動派!』（われらこうどうは）は、1979年11月26日から1980年5月19日までフジテレビ系列（ただし一部系列局除く）で放送されたテレビドラマ。全23回。放送時間（JST）は毎週月曜20:00 - 20:54。

## 概要・内容
運送会社・芹沢運送店に務める運転手、岩倉隆を中心に、彼が安定した人生に背を向けて青春を謳歌し、五歳の息子と共にたくましく生きていく様を描く物語。
隆はかつて高校の教師だったが、ある生徒の退学処分に反対して学校と対立したまま退職。妻は谷川岳で登山中に遭難死、隆は海外青年協力隊員となって息子・梓と妹・梨江を亡き父の友人・太一郎に預け、トンガへ向かった。物語は三年後に隆が帰国し、芹川運送店に就職するところから始まる。

## 出演者
- 岩倉隆：中村雅俊
元工業高校教師。教師を退職後は海外青年協力隊員となってトンガへ行っていた。帰国後は父の友人の桑山に、また教師に復職出来るように世話されていたが、芹川運送店に就職。
- 岩倉梨江：岡田奈々
小学校教師で、独身。兄・隆を誇りに思い、梓のためにも隆司にいい再婚相手が来ればと願う兄思いな所があり、健気に梓の面倒を見ている。
- 岩倉梓：加瀬悦孝
隆の一人息子。隆がトンガへ行っている間は桑山家に預けられ、隆の帰国後は幼稚園に通っている。物心付く前に隆がトンガへ行っていたため、帰国後の隆になかなかなついていない。
- 本橋奈緒美：長谷直美
芹川孝三の姪。地方の短期大学を卒業した後に上京、孝三の頼みで家事や店の事務などを一手に引き受けている。隆にとって良き理解者で、またその隆に少し気がある。
- 桑山太一郎：西村晃
隆の亡き父の友人で、今は隆の親代わりのような存在。しかし隆の生き方を危なっかしく思っている所がある。梓を本当の孫のように可愛がっている。かつては高校の国語・漢文教師。
- 芹川孝三：穂積隆信
芹川運送店店主。父から店を引き継いでいる。3年前に妻を亡くしたが、息子の進のためにも再婚せず頑張り、また少し頑固な所がある。
- 美代先生：范文雀
- 西田：松山政路
- 北沢（スナック「ウィーン」マスター）：山本伸吾
- 青木博：田島真吾
- 大森健太：福崎和広
- 麻子：斉藤浩子
- 昭夫：黒部幸英
- 芹川進（孝三の息子）：古川聡
- 大森二郎（健太の弟）：伍代参平
- 木谷千代子：関谷ますみ
- 松下砂稚子
- 森川正太
- 池田京子：久木田美弥
- 令子：宮子昌代
- とも子：荻田晴美

ほか
（出典：）

## スタッフ
- 企画：重村一（フジテレビ）、黒田正司（東宝）
- プロデューサー：津島平吉（東宝）、奈良邦彦（文学座）
- 脚本：放映リスト参照。
- 監督：放映リスト参照。
- 音楽：鈴木キサブロー
- 制作：東宝、フジテレビ

## 主題歌
- 『激しさは愛』
  - 作詞・作曲：円広志／歌：中村雅俊

## 放映リスト
| 回数 | 放送日          | サブタイトル              | 脚本       | 監督       | ゲスト                         |
| ---- | --------------- | ------------------------- | ---------- | ---------- | ------------------------------ |
| 1    | 1979年 11月26日 | 俺がオヤジでなぜ悪い!     | 布勢博一   | 竹林進     |                                |
| 2    | 12月3日         | 27歳のガキ大将            | 布勢博一   | 松森健     |                                |
| 3    | 12月10日        | 俺は教師じゃない、でも…   | 上條逸雄   | 松森健     | 夏木陽介、桑山正一、辻萬長     |
| 4    | 12月17日        | 殴れ!夢を食うヤツは       | 布勢博一   | 竹林進     | 下条アトム、園田裕久、橋満耕司 |
| 5    | 12月24日        | 男ならトコトンやれ!       | 竹林進     | 竹林進     |                                |
| 6    | 1980年 1月7日   | 俺も人の親だ!             | 上條逸雄   | 松森健     | 小松方正、真行寺君枝           |
| 7    | 1月14日         | こんな成人式もある        | 田口耕二   | 松森健     | 寺田農、竹井みどり             |
| 8    | 1月21日         | 帰って来たチャンプ        | 田波靖男   | 土屋統吾郎 | 石橋正次、川辺久造             |
| 9    | 1月28日         | 恋人もいないドジな奴!     | 上條逸雄   | 松森健     | 小畠絹子                       |
| 10   | 2月4日          | ある愛の卒業式            | 上條逸雄   | 石田勝心   |                                |
| 11   | 2月11日         | 恋人は天使だった          | 上條逸雄   | 土屋統吾郎 |                                |
| 12   | 2月18日         | 恋が運んだ春一番!         | 布勢博一   | 土屋統吾郎 | 榊原郁恵                       |
| 13   | 2月25日         | 女子高寮で何が起った?     | 鴨井達比古 | 石田勝心   | 二戸義則                       |
| 14   | 3月3日          | パパの一番長い日          | 布勢博一   | 松森健     | 松木路子                       |
| 15   | 3月10日         | 男が職場に戻る時          | 田波靖男   | 土屋統吾郎 | 横山道代                       |
| 16   | 3月17日         | 街はピンクの春がすみ      | 布勢博一   | 松森健     | 小野進也                       |
| 17   | 3月24日         | とけて流れて兄弟仁義      | 加瀬高之   | 松森健     | 佐藤オリエ、千うらら、雪江由紀 |
| 18   | 4月14日         | 友情ってなんだ!?          | 田波靖男   | 斎藤光正   | 森田順平                       |
| 19   | 4月21日         | 海をみつめる少女          | 上條逸雄   | 斎藤光正   | 前村麻由美                     |
| 20   | 5月5日          | 信じるのはおれのやり方さ! | 上條逸雄   | 竹林進     | 角田英介                       |
| 21   | 5月12日         | 今、恋の季節              | 布勢博一   | 日高武治   |                                |
| 22   | 5月19日         | 青い空と広い大地          | 布勢博一   | 竹林進     | トニー・セテラ                 |
| 23   | （下記参照）    | 激しさは愛                | 上條逸雄   | 日高武治   | 石田えり、平田由美、竹内美香   |

*23話について。
1980年4月28日にナイター中継がなければ、この日に放送する予定だった。
フジテレビでは最終回（放映リストでは22話）を放送以降、23話のみ別の時間で放送。